# Ulszan HD FC
Az Ulsan Hyundai FC (울산 현대 축구단) egy 1983-ban alapított labdarúgóklub, amelynek székhelye a dél-koreai Ulszanban található. A csapat jelenleg a K League Classicban, Dél-Korea legfelső osztályában játszik. A Hyundai cég a klub tulajdonosa.

## Története

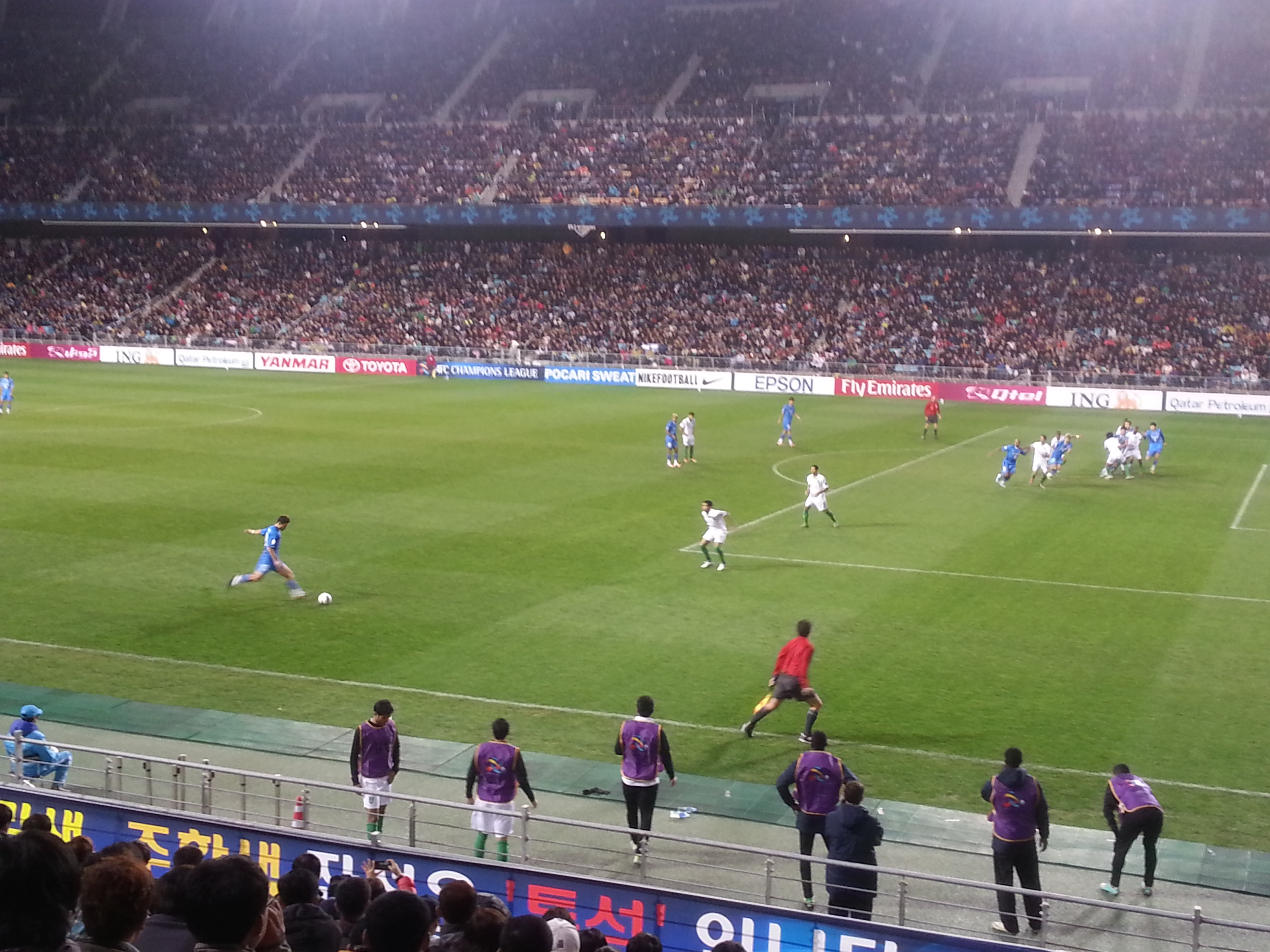
Az Ulsan Munsu Stadion

A csapatot 1983-ban Hyundai Football Club néven alapították, és 1984 óta játszik a K League Classicban. Az 1990-es évek elején a a csapat székhelyét áthelyezték Ulszanba, és az együttest átkeresztelték Ulsan Hyundai FC-re.
Ulsan két bajnoki címét szerzett: 1996-ban és 2005-ben, és 10 alkalommal végzett a második helyen a bajnokságban.
2012. november 10-én az Ulsan Hyundai először nyerte meg az AFC-bajnokok ligáját.
2022. október 16-án a Kangvon vendégeként 2–1-re győztek, így eldőlt, hogy 17 év után ismét megnyerték a dél-koreai élvonalbeli labdarúgó-bajnokságot.

## Stadion
Az Ulsan Munsu Stadiont 2001-ben a Labdarúgó-világbajnokságra építették. A stadion befogadóképessége 44 466 fő. Az Ulsan Hyundai azóta is ott játssza a hazai mérkőzéseit.

## Eredmények
- K League Classic
  - Bajnok: 1996, 2005, 2022, 2023, 2024
  - Ezüstérmes: 1986, 1991, 1998, 2002, 2003, 2011, 2013, 2019, 2020, 2021

- Dél-koreai labdarúgókupa
  - Győztes: 2017
  - Döntős: 1998, 2018, 2020

- Nemzetközi
- AFC-bajnokok ligája: 2012, 2020
- A3 Bajnokok Kupája: 2006

### Jelenlegi keret
2022. szeptember 7-i állapotnak megfelelően.
| #  |     | Poszt | Név                                                       |
| -- | --- | ----- | --------------------------------------------------------- |
| 1  | KOR | K     | Jo Su-huk                                                 |
| 4  | KOR | V     | Kim Hyun-woo (kölcsönben a Dinamo Zagreb csapatától)      |
| 5  | KOR | V     | Lim Jong-eun                                              |
| 6  | KOR | KP    | Park Yong-woo                                             |
| 7  | KOR | KP    | Yun Il-lok                                                |
| 8  | JPN | KP    | Amano Dzsun (kölcsönben a Jokohama F. Marinos csapatától) |
| 9  | BRA | CS    | Leonardo (kölcsönben a Santung Lüneng Tajsan csapatától)  |
| 10 | GEO | KP    | Valeri Qazaishvili                                        |
| 11 | KOR | KP    | Um Won-sang                                               |
| 13 | KOR | V     | Lee Myung-jae                                             |
| 14 | KOR | KP    | Hwang Jae-hwan                                            |
| 15 | KOR | V     | Csong Szunghjon                                           |
| 16 | KOR | KP    | Won Du-jae                                                |
| 17 | KOR | KP    | Kim Min-jun                                               |
| 18 | KOR | KP    | Kim Sung-joon                                             |
| 19 | KOR | V     | Kim Jonggvon                                              |

| #  |     | Poszt | Név            |
| -- | --- | ----- | -------------- |
| 20 | KOR | KP    | Shin Hyung-min |
| 21 | KOR | K     | Cso Hjonu      |
| 22 | KOR | KP    | Koh Myong-jin  |
| 23 | KOR | V     | Kim Tae-hwan   |
| 24 | KOR | KP    | Lee Kyu-seong  |
| 25 | KOR | V     | Oh In-pyo      |
| 28 | KOR | K     | Seol Hyun-bin  |
| 29 | KOR | CS    | Choi Gi-yun    |
| 30 | KOR | V     | Kim Jae-sung   |
| 35 | KOR | KP    | I Ho           |
| 44 | KOR | V     | Kim Kee-hee    |
| 63 | HUN | CS    | Ádám Martin    |
| 66 | KOR | V     | Seol Young-woo |
| 72 | KOR | KP    | I Cshongjong   |
| 77 | KOR | K     | Min Dong-hwan  |
| 91 | KOR | CS    | Pak Csujong    |

## Magyar vonatkozások
- Ádám Martin: játékos (2022–2024)
- Koszta Márk: játékos (2022)